# Straight Out of Line
Straight Out of Line – utwór amerykańskiego zespołu muzycznego Godsmack, będący uznawanym za pierwszy singlem z trzeciego albumu studyjnego zespołu, Faceless. Został opublikowany w ramach streamingu 1 lutego 2003 roku. W tym samym roku wydano go także w formacie CD nakładem Universal Records i Republic Records.

## Znaczenie tekstu
Napisany przez Sully’ego Ernę, wokalistę i lidera zespołu Godsmack, tekst utworu jest przesłaniem do starych przyjaciół zespołu, którzy nie znosili czasochłonnych obowiązków, które pojawiły się wraz ze wzrostem popularności grupy. Erna w wywiadzie dla MTV.com opisał te osoby następująco: 

To w zasadzie ludzie, którzy nie rozumieją, że trzeba koncertować i że wiąże się to z dużą ilością pracy. Dlatego nie możemy już do nich dzwonić w każdy weekend i spędzać razem czasu. Nie zdają sobie sprawy, ile pracy w rzeczywistości trzeba wykonać podczas trwającego 12 godzin dnia. Zajmuje to dużo czasu, ponieważ chcesz, żeby było jak najlepiej dla fanów.

{{Cytat}} Nieprawidłowe/puste pola: "styl".

## Odbiór komercyjny
„Straight Out of Line” jest pierwszym utworem Godsmacka, który notowany był na najbardziej prestiżowej z singlowych list przebojów tygodnika Billboard, Billboard Hot 100 – dotarł na niej do 73. miejsca. Na dwóch innych listach Billboardu, Mainstream Rock i Modern Rock Tracks, zajął, odpowiednio, pierwszą i dziewiątą pozycję.
W 2004 roku „Straight Out of Line” był nominowany do nagrody Grammy w kategorii Best Hard Rock Performance, jednak przegrał z utworem „Bring Me to Life” zespołu Evanescence.

## Teledysk
Teledysk do utworu powstał w Los Angeles w 2003 roku, a za jego reżyserię odpowiadał Dean Karr. Jest on oparty na konwencji występu zespołu. W wywiadzie dla MTV.com Sully Erna tak wyjaśnił powody, dla których grupa zdecydowała się na występ zamiast stworzenia fabularnej historii dla klipu: 

Piosenka ma dobrą agresję, a efekty wizualne podczas odgrywania jej przez zespół wyglądają naprawdę dobrze. Czasami naprawdę trudno jest upchnąć historię w czterominutowym teledysku, chyba że jesteś artystą solowym, takim jak Eminem lub ktokolwiek inny, ponieważ wszystko, co musisz zrobić, to sporadycznie cofnąć się do niej. Kiedy w zespole jest czterech facetów i musisz spróbować pokryć ich wszystkich oraz zawrzeć historię, to czasami nie do końca ją zawierasz i staje się ona nieistotna.

{{Cytat}} Nieprawidłowe/puste pola: "styl".

## Wykorzystanie utworu
„Straight Out of Line” zamieszczono na ścieżce dźwiękowej mającego premierę w 2003 roku filmu Odwet i wydanej w 2004 roku gry komputerowej Prince of Persia: Dusza wojownika, w której był odtwarzany podczas napisów końcowych.
Utwór znalazł się także na zawierających utwory różnych wykonawców, wydanych w 2003 roku następujących kompilacjach: MTV2 Headbangers Ball, Total Rock 3 i Universal Smash Hits 2.

## Lista utworów
Opracowano na podstawie materiału źródłowego.
Wydanie CD europejskie 2003 (Universal 019 865-2)
| Nr | Tytuł utworu           | Długość |
| -- | ---------------------- | ------- |
| 1. | „Straight Out of Line” | 3:53    |
| 2. | „Voodoo”               | 4:40    |
| 3. | „Keep Away (Live)”     | 7:41    |
| 4. | „Spiral (Live)”        | 7:07    |
|    |                        | 23:21   |

Wydanie CD europejskie 2003 (Universal/Republic 019 866-2) i CD kanadyjskie 2003 (Universal 4400198662)
| Nr | Tytuł utworu           | Długość |
| -- | ---------------------- | ------- |
| 1. | „Straight Out of Line” | 3:53    |
| 2. | „Keep Away (Live)”     | 7:41    |
|    |                        | 11:34   |

Wydanie CD amerykańskie 2003 promo (Universal/Republic UNIR 20943-2), CD australazyjskie 2003 promo (Universal/Republic UNIR 20943-2) i CD europejskie 2003 promo (Universal/Republic GODSCDP 1)
| Nr | Tytuł utworu           | Długość |
| -- | ---------------------- | ------- |
| 1. | „Straight Out of Line” | 3:53    |
|    |                        | 3:53    |

## Notowania na listach przebojów
Notowania tygodniowe
| Lista (2003)                                       | Pozycja |
| -------------------------------------------------- | ------- |
| Stany Zjednoczone (Billboard Hot 100 (Billboard))  | 73      |
| Stany Zjednoczone (Mainstream Rock (Billboard))    | 1       |
| Stany Zjednoczone (Modern Rock Tracks (Billboard)) | 9       |